# Славіна Зінаїда Анатоліївна
Славіна Зінаїда Анатоліївна  (6 квітня 1940 — 3 вересня 2019) — радянська і російська акторка театру і кіно. Заслужена артистка РРФСР (1973). Народна артистка РРФСР (1986).

## Життєпис
У 1964 році закінчила Театральне училище ім. Щукіна (курс А. Орочко).
З 1964 р. — акторка московського Театру «На Таганці».

## Фільмографія
- «Подія, яку ніхто не помітив» (1967)
- «Іван та Марія» (1974, баба Яга)
- «Ніс» (1977, Парасковія Йосипівна, дружина Івана Яковича) та ін.

Знялась в українських фільмах:
- «Щовечора після роботи» (1973)
- «Смужка нескошених диких квітів» (1979, Оксана Кульбака)